# ماري ليل
ماري ليل (بالإستونية: Mari Lill)‏ هي ممثلة إستونية، ولدت في 21 ديسمبر 1945 في تالين في إستونيا.

## الحياة الشخصية
وُلدت ماري في تالين للأبوين فيليكس ليل وأستا ليل، وُلدت مباشرة بعد نهاية الحرب العالمية الثانية والاحتلال السوفيتي وإستونيا. ليل لديها ثلاثة أشقاء، شقيقها الأصغر كان فنان الزجاج إيفو ليل. دخلت ليل مدارس في منطقة نومّي، بعد تخرجها من المدرسة الثانوية، درست ليل التمثيل تحت إشراف المدرب فولديمار بانسو في معهد كونسرفتوار، ولاية تالين (الآن، الأكاديمية الإستونية للموسيقى والمسرح). عندما كانت رضيعة، ألقت السلطات السوفيتية القبض على والدها فيليكس، وقضى عدة سنوات حيث حُكم عليه بالأشغال الشاقة في نظام جولاج في سيبيريا. 

## وصلات خارجية
- ماري ليل على موقع IMDb (الإنجليزية)
- ماري ليل على موقع قاعدة بيانات الفيلم (الإنجليزية)